# Вестерегельн
Вестерегельн (нем. Westeregeln) — община в Германии, в земле Саксония-Анхальт. 
Входит в состав района Зальцланд. Подчиняется управлению Эгельнер Мульде.  Население составляет 2063 человека (на 31 декабря 2006 года). Занимает площадь 13,94 км².